# Список умерших в 1372 году

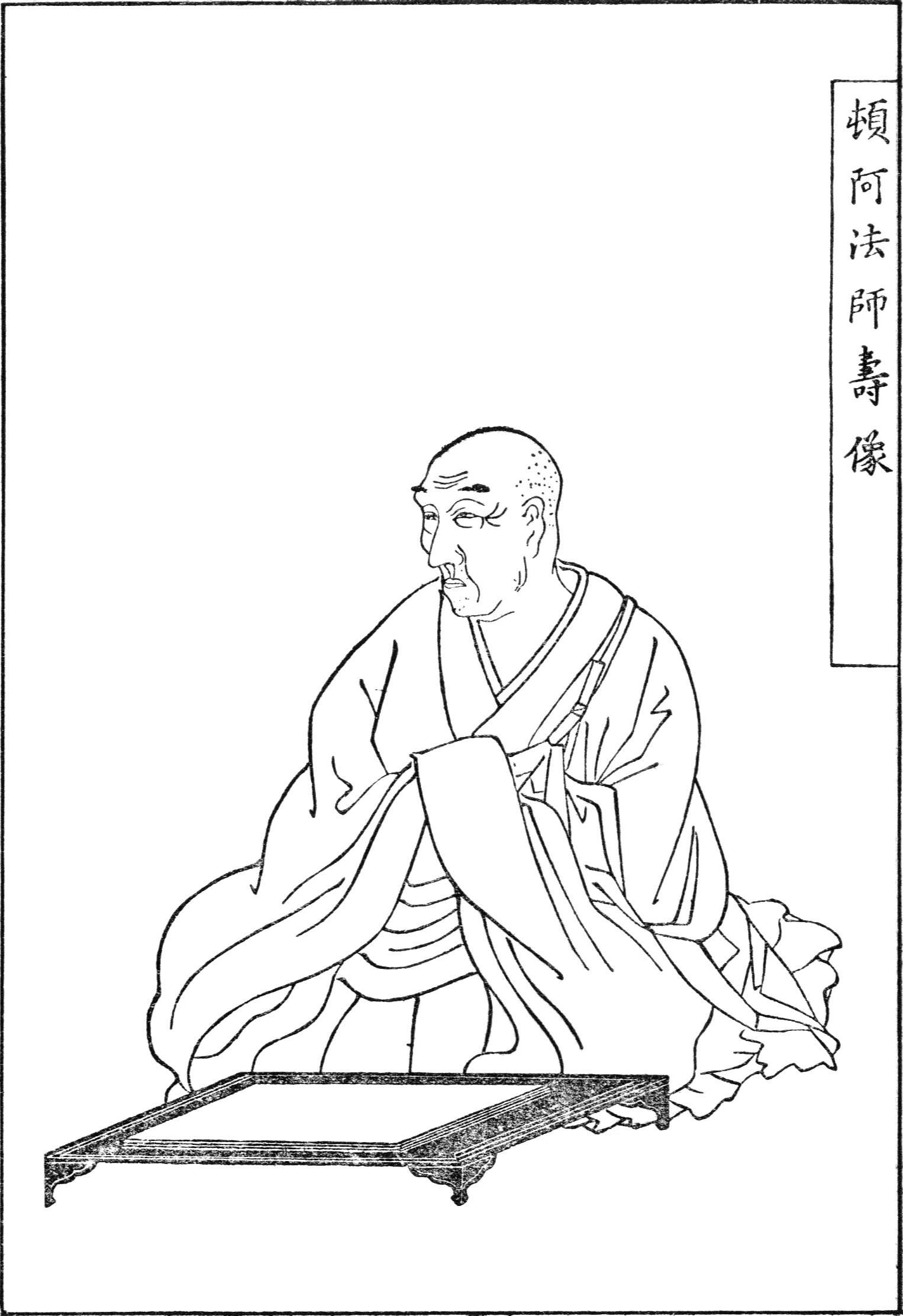
Тонна

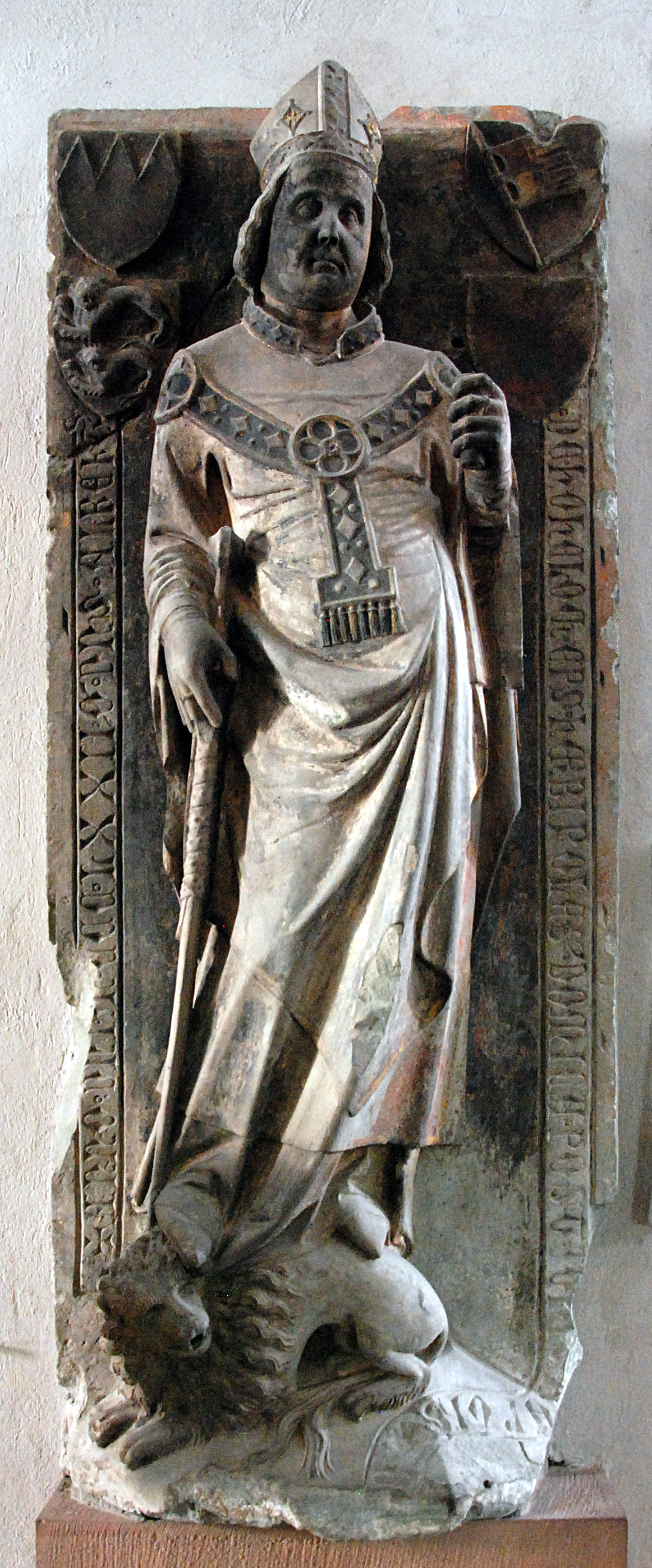
Альбрехт фон Гогенлоэ

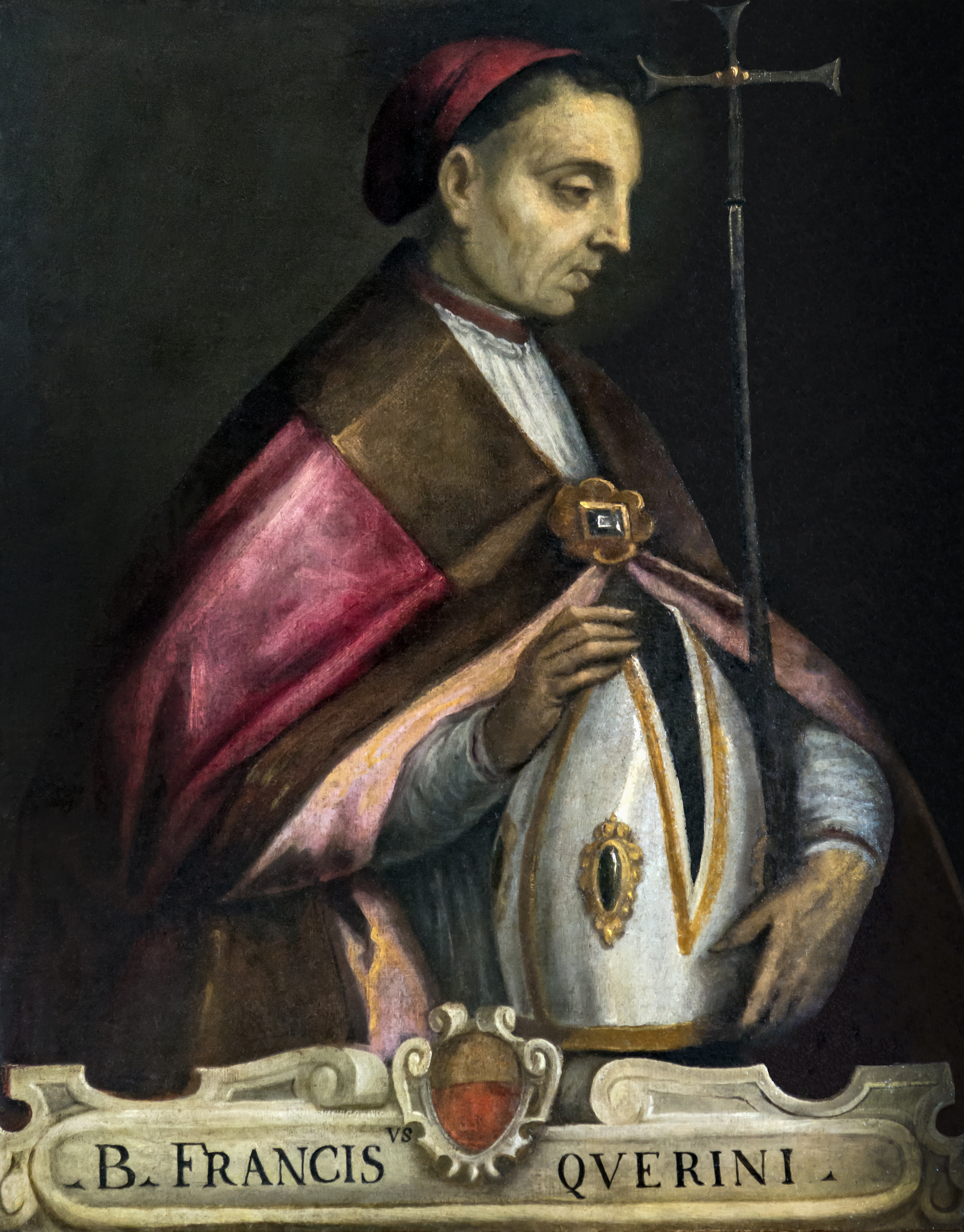
Франческо Кверини

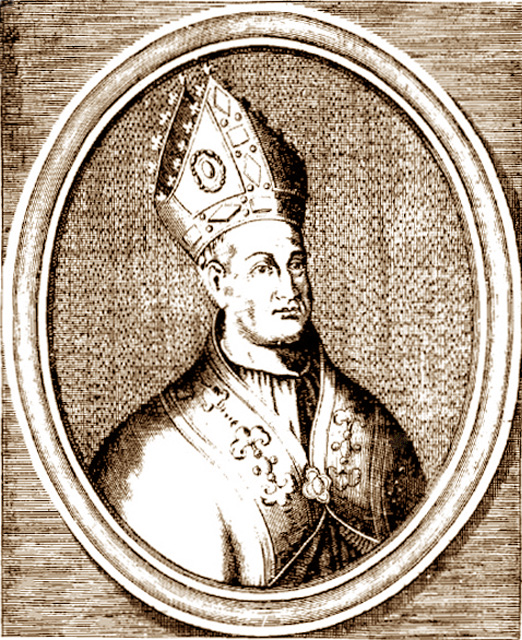
Филипп де Кабассоль

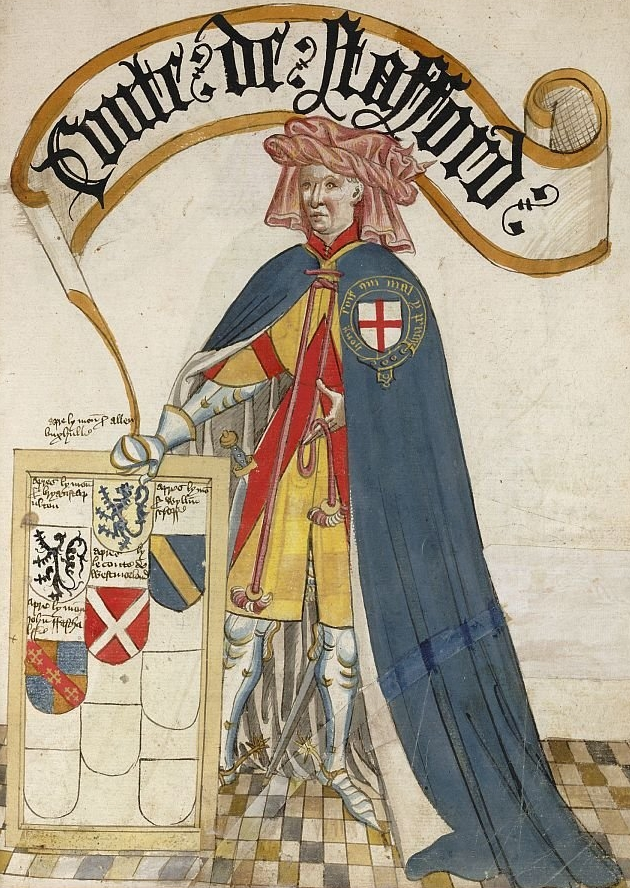
Стаффорд, Ральф, 1-й граф Стаффорд

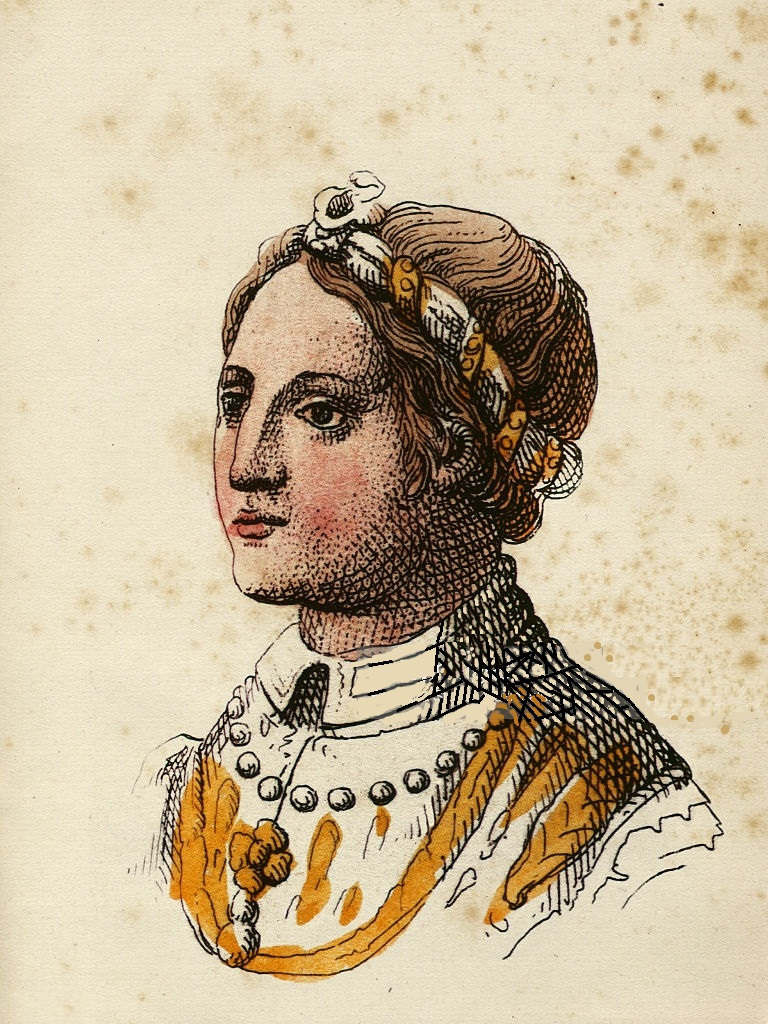
Изабелла Валуа

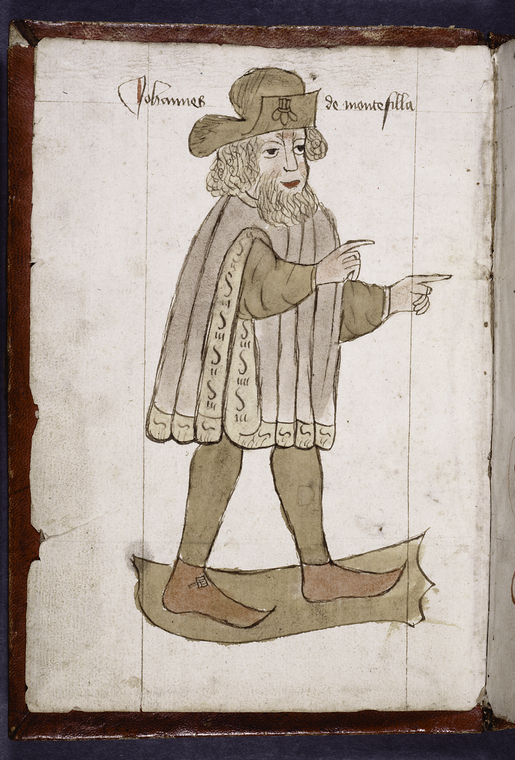
Джон Мандевиль

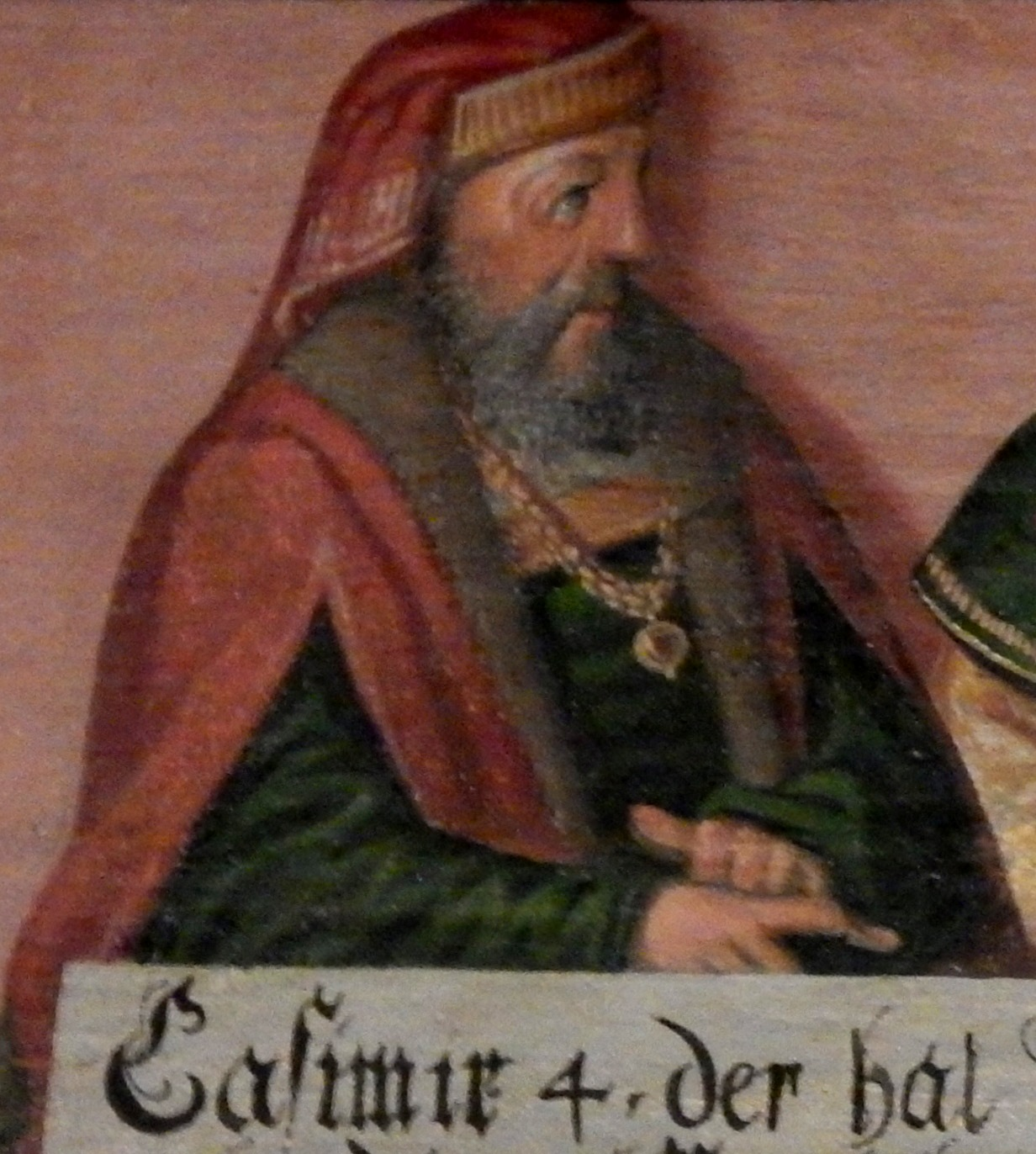
Казимир III

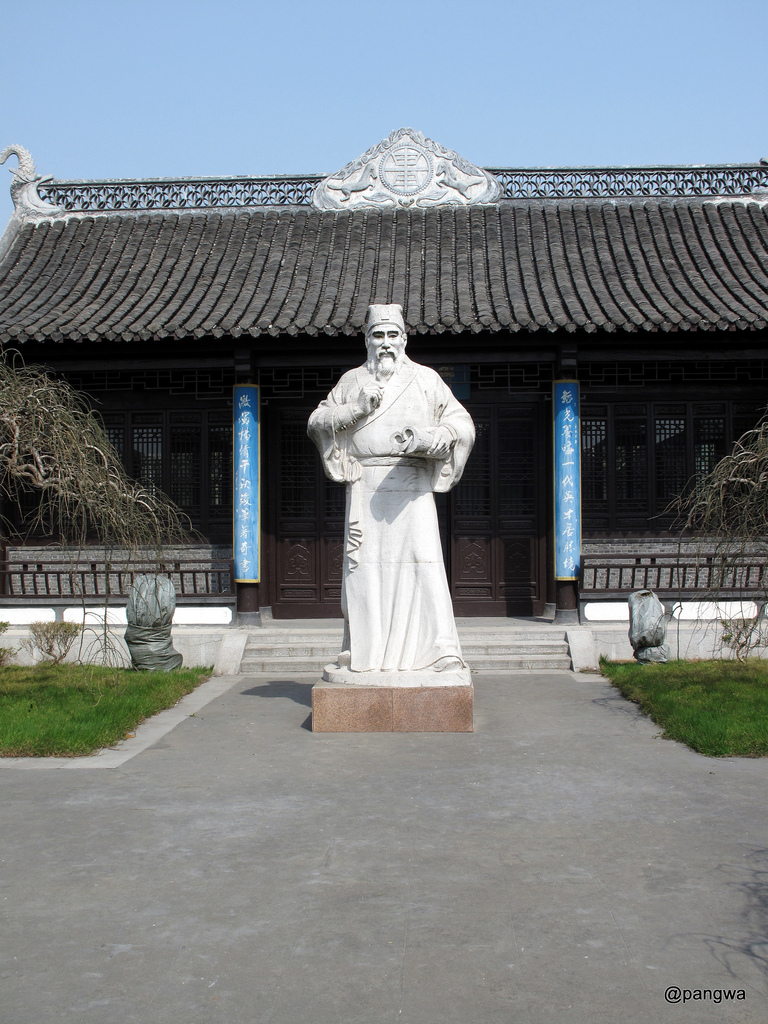
Ши Найань

В этой статье представлен список известных людей, умерших в 1372 году.
См. также: Категория:Умершие в 1372 году

## Январь
- 3 января — Эберхард фон Рандек[нем.] — князь-епископ Шпейера (1363—1372)
- 11 января — Элеонора Ланкастерская (53) — дочь Генри Плантагенета, 3-го графа Ланкастер, баронесса-консорт Бомон (1340—1342), жена Джона Бомонта, 2-го барона Бомонт, графиня-консорт Арунделл (1344—1372), графиня-консорт Суррей (1361—1372), жена Ричарда Фацалана, 10-го графа Арунделл, фрейлина королевы Филиппы Геннегау.
- 14 января или 15 января — Уолтер Мэнни — первый барон Мэнни (1347—1372), участник Столетней войны и войн с Шотландией, адмирал.

## Февраль
- 9 февраля — Уильям III — граф (мормэр) Росса (1333—1372), последний мужской потомок кельтского рода мормэров Росса.

## Март
- 6 марта — Жан Ле Февр[фр.] — епископ Тюля (1369—1371). кардинал-священник San Marcello (1371—1372)
- 19 марта — Джованни II — маркиз Монферратский (1338—1372)
- 21 марта — Рудольф VI — маркграф Бадена и граф Эберштайна (1353—1372).
- 29 марта — Джон де Уиллоуби, английский аристократ, 3-й барон Уиллоуби де Эрзби (1349—1372).

## Апрель
- 10 апреля — Томас де Камойс, английский аристократ, 2-й барон Камойс (1336—1372).
- 17 апреля — Тонна[фр.] — японский буддийский монах и поэт

## Май
- 15 мая — Жан II де Форе — граф Форе (1362—1372)

## Июнь
- 27 июня — Альбрехт фон Гогенлоэ[нем.] — епископ Вюрцбурга (1345—1372)
- 29 июня — Роберт Торп[англ.] — лорд-канцлер Англии (1371—1372)
- 30 июня — Франческо Кверини[итал.] — епископ Копера (1349—1364), архиепископ Крита (1364—1367), патриарх Градо (1367—1372)

## Июль
- Малатеста Унгаро (45) — итальянский кондотьер, сеньор Джези, сеньор Римини (1363—1372)

## Август
- 19 августа — Жан де Эр[фр.] — епископ Туля (1363—1372)
- 27 августа — Филипп де Кабассоль[итал.] — епископ Кавайона (1334—1361), апостольский администратор Кавайона (1361—1366), латинский патриарх Иерусалима (1361—1369), апостольский администратор Марселя (1366—1368), кардинал-священник Santi Marcellino e Pietro (1368—1370), кардинал-епископ Сабина-Поджо Миртето (1370—1372), друг и покровитель Петрарки
- 31 августа — Ральф де Стаффорд (70) — 2-й барон Стаффорд (1308—1372), первый граф Стаффорд (1351—1372), английский военачальник во время Столетней войны и войн с Шотландией, один из рыцарей-основателей ордена Подвязки (1348).
- Жан де Гас[фр.] — епископ Нима (1367—1372)

## Сентябрь
- 11 сентября — Изабелла Валуа (23) — французская принцесса, дочь короля Иоанна II, графиня Вертю (1361—1372), жена Джана Галеаццо Висконти — будущего герцога Милана; умерла при родах.
- 29 сентября — Ян I Схоластик (Освенцимский) — князь Освенцинский (1321/1324 — 1372)

## Октябрь
- 10 октября:
  - Иоганн фон Дамбах[нем.] — немецкий теолог;
  - Эмерик II де Кварт[фр.] — епископ Аосты (1361—1372).

## Ноябрь
- 17 ноября — Джон Мандевиль — автор книги «Приключения Сэра Джона Мандевиля»
- 18 ноября — Васко Фернандес де Толедо[исп.] — епископ Паленсии (1343—1353), архиепископ Толедо (1353—1362), епископ Коимбры (апостольский администратор) (1364—1371), епископ Лиссабона (1371), архиепископ Браги (1371—1372)
- 20 ноября — Элизабет де Комин[англ.] — дочь Джона III Комина, баронесса-консорт Талбот, жена Ричарда Талбота, 3-го барона Талбот (до 1356)

## Декабрь
- Томас Триллек[англ.] — епископ Рочестера (1364—1372)

## Дата неизвестна или требует уточнения
- Абу - 'л-Баракаи-аль Балафики[исп.] — андалузский поэт и историк
- Абу-ль-Фариз Абдул Азиз I — маринидский султан Марокко (1366—1372).
- Александр Абакумович, новгородский воевода, предводитель ушкуйников.
- Аццо Алидози — сеньор Имолы (1362—1363, 1366—1372).
- Аль-Махди Али[англ.] — зейдистский имам Йемена (1349—1372)
- Андреа II Музаки[нем.] — создатель и первый правитель албанского княжества Музаки (1335—1372)
- Баграт I — царь Имеретии (1329—1330), эристав (герцог) Имеретии (1330—1372).
- Беатрис де Кардона[итал.] — графиня-консорт Урхеля (1363—1372), жена графа Педро II
- Василий — епископ Тверской (1361—1372)
- Виоланта де Виларагут — титулярная королева-консорт Мальорки (1347—1349), жена Хайме III, герцогиня-консорт Брауншвейг-Грубенхагена (1352—1372), жена Оттона Брауншвейгского
- Владимир Дмитриевич — князь пронский (1343—1371), Великий князь рязанский (1371—1372), умер после изгнания Олегом Ивановичем
- Герман VI (VIII)[нем.] — Граф Веймар Орламюнде (1365—1372)
- Джакомино да Каррара[фр.] — сеньор Падуи (1350—1355) совместно с племянником Франческо I да Каррара, умер в тюрьме.
- Джакомо да Черрето[итал.] — епископ Черрето (1353—1372).
- Джоттино, живописец итальянского проторенессанса.
- Димитрий Футаки[англ.] — епископ Оради (1345—1372)
- Еремей Константинович — дорогобужский князь
- Жанна де Вандом[фр.] — графиня Вандомаи, графиня Кастра (1371—1372)
- Жанна Даубентон[фр.] — французская еретическая проповедница связанная с братьями и сёстрами свободного духа; заживо сожжена на костре
- Иван Стефан — царь Болгарии (1330—1331); свергнут.
- Кавус ибн Кей Кубад — ширваншах (1348—1372)
- Казимир III — герцог Померании-Штеттина (1368—1372), скончался от полученных ран во время осады города Хойна в Новой марке
- Людовик II де Блуа-Шатильон — граф Блуа и Дюнуа (1346—1372).
- Месроб Д’Артаз[фр.] (Месроп I) — католикос Армянской апостольской церкви (1359—1372)
- Невайя Крестос[англ.] (Сэйфэ-Арыд) — император Эфиопии (1344—1372
- Раймонд II де Бо — граф д'Авеллино (1353—1372)
- Саймон Брэдон[англ.] — английский астроном, математик и врач, один из oксфордских калькуляторов, один из пионеров тригонометрии в Европе
- Уильям Хейтсбери — английский математик, механик, философ и логик, один из oксфордских калькуляторов.
- Хусейн Суфи — хорезмшах (1359—1372).
- Ши Найань — китайский писатель, автор романа «Речные заводи»
- Шон Мор о Дубхагайн[англ.] — ирландский гэльский поэт